# At Home in the Water
At Home in the Water è un cortometraggio muto del 1912. Non si conosce il nome del regista del film, un documentario che ha come protagonista George Hebden Corsan, esponente dei tuffi per distanza, uno sport che era stato inserito tra le gare dell'Olimpiade di Saint Louis del 1904 e che fu praticato in competizioni nazionali e internazionali fino al 1920 per poi essere abbandonato in favore di altre discipline.

## Produzione
Il film fu prodotto dalla Edison Manufacturing Company.

## Distribuzione
Distribuito dalla General Film Company, il film - un cortometraggio di 120 metri - uscì nelle sale cinematografiche degli Stati Uniti il 23 ottobre 1912. Nelle proiezioni, veniva programmato con il sistema dello split reel, accorpato in un'unica bobina con un altro cortometraggio prodotto dalla Edison, la commedia The Boy Rangers.